# Кечкер, Леонид Харитонович
Леонид Харитонович (Иона Хацкелевич) Кечкер (1898—1971) — советский и российский кардиолог, врач-терапевт.

## Биография

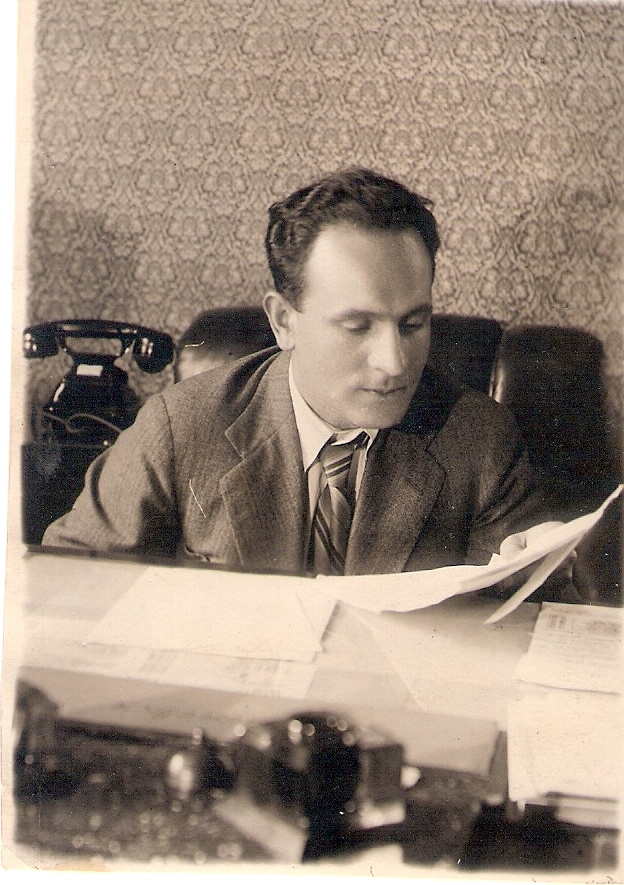
Леонид Харитонович Кечкер (Иона Хацкелевич Кечкер). Ректор Первого Ленинградского государственного института имени академика И. П. Павлова

В РККА с 1918 по 1921 год. При подавлении Кронштадтского восстания (мятежа) был ранен.
В 1924 году окончил медицинский факультет МГУ.
Директор Басманной больницы в 1930—1936 гг.
С 1937 года по 1941 год — ректор 1-го Ленинградского медицинского института (Первый Санкт-Петербургский государственный медицинский университет имени академика И. П. Павлова).
При его непосредственном руководстве в 1938 году был создан Военно-медицинский факультет 1-го Ленинградского медицинского института имени И. П. Павлова, готовивший врачей для ВМФ СССР. В 1940 году факультет был преобразован в Военно-морскую медицинскую академию (в 1956 году вошёл в состав Военно-медицинской академии).
Вновь в армии после начала Великой Отечественной войны. Был начальником 1355-го эвакуационного госпиталя Северного (июнь-август 1941) и Карельского фронтов (до октября 1941), затем — помощником начальника УФЭП-96 на Карельском фронте, начальником УПЭП-201 на Брянском (декабрь 1941 — октябрь 1943) и 2-м Прибалтийском фронтах. С сентября 1944 — начальник 3329-го эвакуационного госпиталя в составе 2-го Прибалтийского, а с апреля 1945 — Ленинградского фронтов.
Участвовал в обороне Заполярья, в Курской битве, Ленинградско-Новгородской операциях. Награждён двумя орденами Красной Звезды и орденом Отечественной войны II степени, медалями. Подполковник медицинской службы.
С 1948 по 1951 — заместитель директора Института терапии АМН СССР. С 1951 по 1953 — главный врач железной дороги в системе Министерства путей сообщения.
Был репрессирован в марте 1953 года по «делу врачей» за «преступные связи» с академиком М. С. Вовси и профессором Э. М. Гельштейном. После смерти И. В. Сталина дело было прекращено и он освобождён.
С 1954 по 1970 — заведующий отделением клинической больницы № 3 Министерства путей сообщения .
Кандидат медицинских наук. Автор ряда научных работ.

## Семья
- Жена: Раиса Ароновна Беренштейн-Кечкер (1897—1981), врач-педиатр, директор Института охраны материнства и младенчества в 1931—1935 .
- Сын: Кечкер, Михаил Ионович (1927—2024) — российский и советский медик, кардиолог, доктор медицинских наук, профессор, заслуженный врач Российской Федерации.
- Сын: Кечкер Владимир Ионович (1922—2013), 40 лет был главным врачом в областном кожно-венерологическом диспансере Рязанской области.
- Дочь: Кечкер Галина Леонидовна (1934—2015), врач-терапевт.

## Труды
- Кечкер, Леонид Харитонович. Карманный рецептурный справочник по кардиологии [Текст] : справочное издание / Л. Х. Кечкер, Г. А. Глезер. — М. : Медицина, 1964
- Лекарственные средства, применяемые в кардиологии [Текст] : справочное издание / Г. А. Глезер, Л. Х. Кечкер. — 2-е изд., испр. и доп. — М. : Медицина, 1966.